# 9.ª edición de los Premios Óscar
La 9.ª edición de los Premios Óscar se celebró el 4 de marzo de 1937 en el Biltmore Hotel de Los Ángeles, California y fue presentada por el actor George Jessel, apoyado por la orquesta de Victor Young, donde en esos momentos se encontraba el músico Spike Jones. Esta fue la primera ceremonia en la que se entregaron los premios al mejor actor de reparto y a la mejor actriz de reparto.
My Man Godfrey se convirtió en la primera película en conseguir nominaciones en las cuatro categorías interpretativas, aunque no consiguió ganar en ninguna de ellas. Es la única película con estas características que no consiguió la nominación a mejor película, y fue la primera con tantas nominaciones en no conseguir ninguna estatuilla hasta Sunset Boulevard en la 23.ª edición. También fue la primera, de un total de cuatro películas, en recibir cuatro nominaciones interpretativas sin recibir la nominación a mejor película, siendo igualada posteriormente por I Remember Mama (21.ª edición), Otelo (38.ª edición) y La duda (81.ª edición).
Con su victoria en la categoría de mejor sonido por San Francisco, Douglas Shearer se convirtió en la primera persona en ganar dos premios consecutivos (tras su victoria en la misma categoría el año anterior por Naughty Marietta).

## Ganadores y nominados

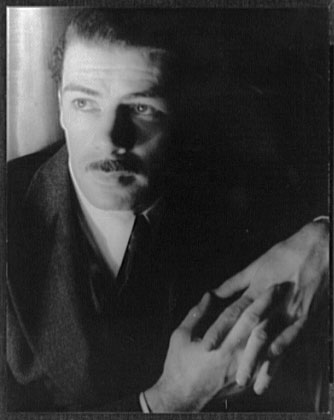
Paul Muni fue el ganador del Óscar al mejor actor por The Story of Louis Pasteur.

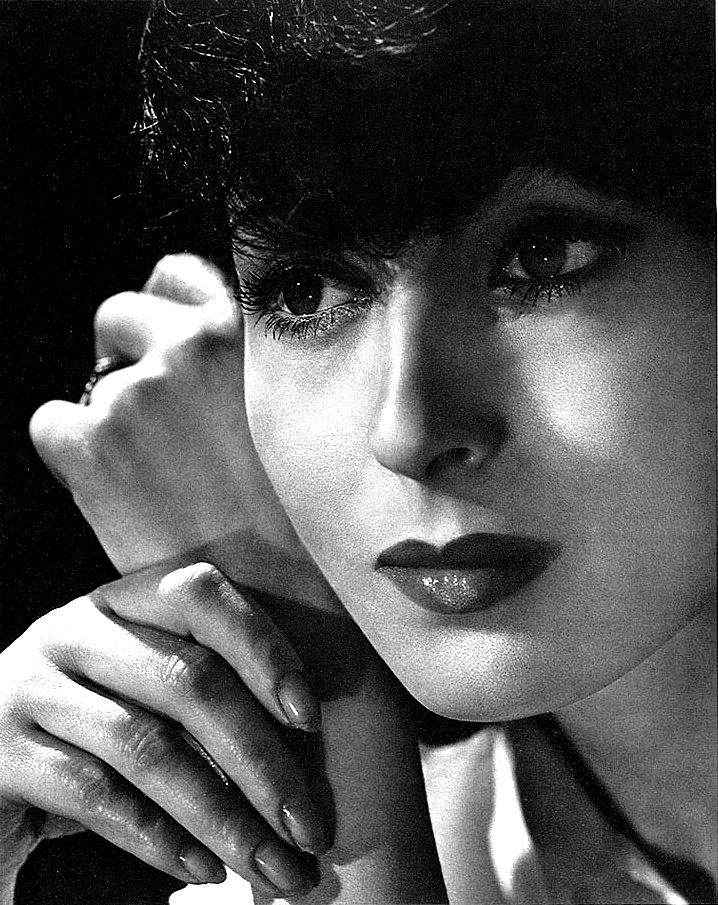
Luise Rainer fue la ganadora del Óscar a la mejor actriz por El gran Ziegfeld.

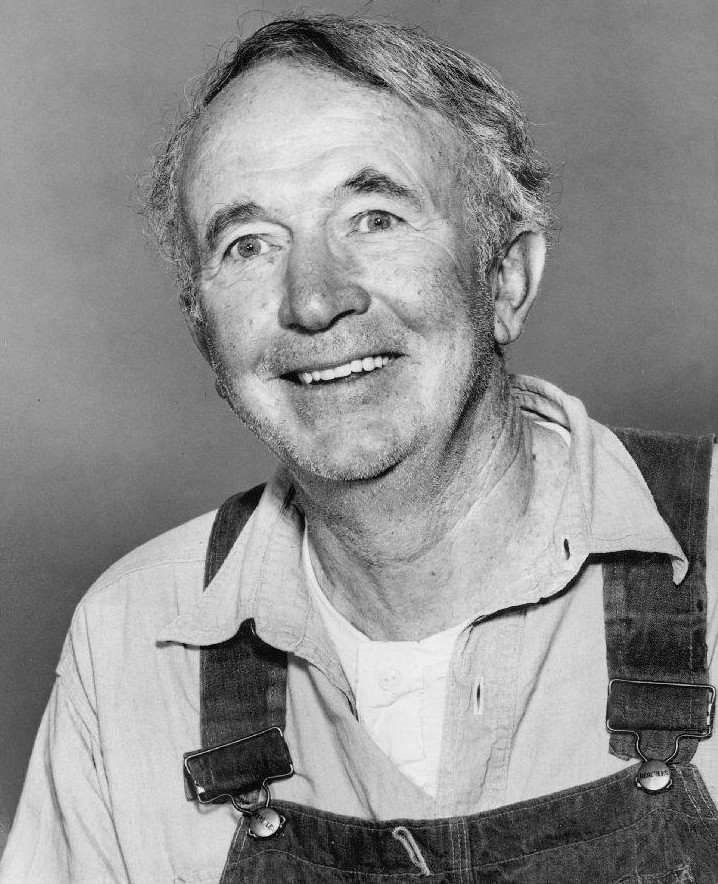
Walter Brennan fue el ganador del Óscar al mejor actor de reparto por Rivales.

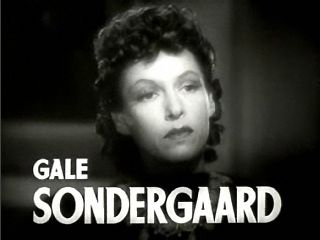
Gale Sondergaard fue la ganadora del Óscar a la mejor actriz de reparto por Anthony Adverse.

1. Los ganadores están listados primero y destacados en negritas. ⭐
2. El título o títulos en español se encuentra entre paréntesis.

| Producción sobresaliente - The Great Ziegfeld (El gran Ziegfeld) — Metro-Goldwyn-Mayer⭐ - Anthony Adverse (El caballero Adverse) — Warner Bros. - Dodsworth (Fuego otoñal / Desengaño) — Samuel Goldwyn Productions y United Artists - Libeled Lady (Una mujer difamada / Los enredos de una dama) — Metro-Goldwyn-Mayer - Mr. Deeds Goes to Town (El secreto de vivir) — Columbia - Romeo and Juliet (Romeo y Julieta) — Metro-Goldwyn-Mayer - San Francisco — Metro-Goldwyn-Mayer - The Story of Louis Pasteur (La tragedia de Louis Pasteur / La vida trágica de Luis Pasteur) — Warner Bros. - A Tale of Two Cities (Historia de dos ciudades) — Metro-Goldwyn-Mayer - Three Smart Girls (Tres diablillos) — Universal | Mejor dirección - Frank Capra - Mr. Deeds Goes to Town (El secreto de vivir)⭐ - Gregory La Cava – My Man Godfrey (Al servicio de las damas / La Porfiada Irene) - Robert Z. Leonard – The Great Ziegfeld (El gran Ziegfeld) - W. S. Van Dyke – San Francisco - William Wyler – Dodsworth (Fuego otoñal / Desengaño) |
| Mejor actor - Paul Muni – The Story of Louis Pasteur (La tragedia de Louis Pasteur / La vida trágica de Luis Pasteur), como Louis Pasteur⭐ - Gary Cooper – Mr. Deeds Goes to Town (El secreto de vivir), como Longfellow Deeds - Walter Huston – Dodsworth (Fuego otoñal / Desengaño), como Sam Dodsworth - William Powell – My Man Godfrey (Al servicio de las damas / La Porfiada Irene), >como Godfrey - Spencer Tracy – San Francisco, como el Padre Tim Mullin | Mejor actriz - Luise Rainer – The Great Ziegfeld (El gran Ziegfeld), como Anna Held⭐ - Irene Dunne – Theodora Goes Wild (Los pecados de Teodora), como Theodora Lynn/"Caroline Adams" - Gladys George – Valiant Is the Word for Carrie (Sola contra el mundo), como Carrie Snyder - Carole Lombard – My Man Godfrey (Al servicio de las damas / La Porfiada Irene), como Irene Bullock - Norma Shearer – Romeo and Juliet (Romeo y Julieta), como Julieta |
| Mejor actor de reparto - Walter Brennan – Come and Get It (Rivales / El infierno del bosque), como Swan Bostrom⭐ - Mischa Auer – My Man Godfrey (Al servicio de las damas / La Porfiada Irene), como Carlo - Stuart Erwin – Pigskin Parade (Locuras de estudiantes), como Amos - Basil Rathbone – Romeo and Juliet (Romeo y Julieta), como Teobaldo - Akim Tamiroff – The General Died at Dawn (El general murió al amanecer), como el general Yang | Mejor actriz de reparto - Gale Sondergaard – Anthony Adverse, como Faith Paleologus⭐ - Beulah Bondi – The Gorgeous Hussy (La espléndida descarada), como Rachel Jackson - Alice Brady – My Man Godfrey (Al servicio de las damas / La Porfiada Irene), como Angelica Bullock - Bonita Granville – These Three (Esos tres / Infamia), como Mary Tilford - María Uspénskaya – Dodsworth (Fuego otoñal / Desengaño), como la Baronesa Von Obersdorf |
| Mejor argumento - The Story of Louis Pasteur (La tragedia de Louis Pasteur / La vida trágica de Luis Pasteur) – Pierre Collings y Sheridan Gibney⭐ - Fury (Furia) – Norman Krasna - The Great Ziegfeld (El gran Ziegfeld) – William Anthony McGuire - San Francisco – Robert Hopkins - Three Smart Girls (Tres diablillos) – Adele Comandini | Mejor guion - The Story of Louis Pasteur (La tragedia de Louis Pasteur / La vida trágica de Luis Pasteur) – Pierre Collings y Sheridan Gibney⭐ - After the Thin Man (Ella, él y Asta / Genio y figura) – Frances Goodrich y Albert Hackett; basado en una historia de Dashiell Hammett - Dodsworth (Fuego otoñal / Desengaño) – Sidney Howard; a partir de la obra de teatro del propio Howard y la novela de Sinclair Lewis - Mr. Deeds Goes to Town (El secreto de vivir) – Robert Riskin; basado en la historia "Opera Hat" de Clarence Budington Kelland - My Man Godfrey (Al servicio de las damas / La Porfiada Irene) – Erich Hatch y Morris Ryskind; a partir de la obra "1101 Park Avenue" de Hatch |
| Mejor cortometraje - Un rollo - Bored of Education – Hal Roach y Metro-Goldwyn-Mayer⭐ - Moscow Moods – Paramount - Wanted – A Master – Pete Smith y Metro-Goldwyn-Mayer | Mejor cortometraje - Dos rollos - The Public Pays – Metro-Goldwyn-Mayer⭐ - Double or Nothing – Warner Bros. - Dummy Ache – RKO Radio |
| Mejor cortometraje - Color - Give Me Liberty – Warner Bros.⭐ - La Fiesta de Santa Barbara – Lewis Lewyn y Metro-Goldwyn-Mayer - Popular Science J-6-2 – Paramount | Mejor cortometraje animado - The Country Cousin – Walt Disney Productions y United Artists⭐ - The Old Mill Pond – Harman-Ising and Metro-Goldwyn-Mayer - Popeye the Sailor Meets Sindbad the Sailor – Paramount |
| Mejor orquestación - Anthony Adverse (El caballero Adverse) – Departamento musical de los estudios Warner Bros.⭐ - The Charge of the Light Brigade (La carga de la brigada ligera / La carga de los 600 dragones) – Departamento musical de los estudios Warner Bros. - The Garden of Allah (El jardín de Alá) – Departamento musical de los estudios Selznick International Pictures - The General Died at Dawn (El general murió al amanecer) – Departamento musical de los estudios Paramount - Winterset – Departamento musical de los estudios RKO Radio | Mejor canción original - «The Way You Look Tonight» de Swing Time (En alas de la danza / Ritmo loco) – Música: Jerome Kern; Letra: Dorothy Fields⭐ - «Did I Remember» de Suzy – Música: Walter Donaldson; Letra: Harold Adamson - «I've Got You Under My Skin» de Born to Dance (Nacida para la danza) – Letra y música: Cole Porter - «A Melody From the Sky» de The Trail of the Lonesome Pine (El camino del pino solitario) – Música: Louis Alter; Letra: Sidney Mitchell - «Pennies from Heaven» de Pennies from Heaven (Dinero del cielo) – Música: Arthur Johnston; Letra: Johnny Burke - «When Did You Leave Heaven» de Sing, Baby, Sing – Música: Richard A. Whiting; Letra: Walter Bullock         |
| Mejor dirección de arte - Dodsworth (Fuego otoñal / Desengaño) – Richard Day⭐ - Anthony Adverse (El caballero Adverse) – Anton Grot - The Great Ziegfeld (El gran Ziegfeld) – Cedric Gibbons, Eddie Imazu y Edwin B. Willis - Lloyd's of London (Lloyds de Londres) – William S. Darling - Magnificent Brute (Brazos de acero) – Albert S. D'Agostino y Jack Otterson - Romeo and Juliet (Romeo y Julieta) – Cedric Gibbons, Frederic Hope y Edwin B. Willis - Winterset – Perry Ferguson | Mejor fotografía - Anthony Adverse (El caballero Adverse) – Tony Gaudio⭐ - The General Died at Dawn (El general murió al amanecer) – Victor Milner - The Gorgeous Hussy (La espléndida descarada) – George J. Folsey |
| Mejor sonido - San Francisco – Douglas Shearer⭐' - Banjo on My Knee – Edmund H. Hansen - The Charge of the Light Brigade (La carga de la brigada ligera / La carga de los 600 dragones) – Nathan Levinson - Dodsworth (Fuego otoñal / Desengaño) – Thomas T. Moulton - General Spanky – Elmer A. Raguse - Mr. Deeds Goes to Town (El secreto de vivir) – John P. Livadary - The Texas Rangers (Milicia de Paz) – Franklin Hansen - That Girl from Paris (El mundo a sus pies) – John Aalberg - Three Smart Girls (Tres diablillos) – Homer G. Tasker | Mejor montaje - Anthony Adverse (El caballero Adverse) – Ralph Dawson⭐ - Come and Get It (Rivales / El infierno del bosque) – Edward Curtiss - The Great Ziegfeld (El gran Ziegfeld – William S. Gray - Lloyd's of London (Lloyds de Londres) – Barbara McLean - A Tale of Two Cities (Historia de dos ciudades) – Conrad A. Nervig - Theodora Goes Wild (Los pecados de Teodora) – Otto Meyer |
| Mejor asistente de dirección - The Charge of the Light Brigade (La carga de la brigada ligera / La carga de los 600 dragones) – Jack Sullivan⭐ - Anthony Adverse (El caballero Adverse) – William Cannon - The Garden of Allah (El jardín de Alá) – Eric G. Stacey - The Last of the Mohicans (El último mohicano) – Clem Beauchamp - San Francisco – Joseph M. Newman | Mejor coreografía - The Great Ziegfeld (El gran Ziegfeld) – Seymour Felix⭐ - Born to Dance (Nacida para la danza) – Dave Gould - Cain and Mabel – Bobby Connolly - Dancing Pirate (El bailarín pirata) – Russell Lewis - Gold Diggers of 1937 (Vampiresas 1937) – Busby Berkeley - One in a Million (Una entre un millón) – Jack Haskell - Swing Time (En alas de la danza / Ritmo loco) – Hermes Pan |

### Óscar honorífico
- W. Howard Greene y Harold Rosson, "por la fotografía en color de la película de David O. Selznick, The Garden of Allah.
- The March of Time, "por su importancia para el mundo del cine y por haber revolucionado una de las ramas más importantes de esta industria."

## Premios y nominaciones múltiples
| Película                        | Nominaciones | Premios |
| ------------------------------- | ------------ | ------- |
| Anthony Adverse                 | 7            | 4       |
| The Great Ziegfeld              | 7            | 3       |
| The Story of Louis Pasteur      | 4            | 3       |
| Dodsworth                       | 7            | 1       |
| San Francisco                   | 6            | 1       |
| Mr. Deeds Goes to Town          | 5            | 1       |
| The Charge of the Light Brigade | 3            | 1       |
| Come and Get It                 | 2            | 1       |
| Swing Time                      | 2            | 1       |
| My Man Godfrey                  | 6            | 0       |
| Romeo and Juliet                | 4            | 0       |
| The General Died at Dawn        | 3            | 0       |
| Three Smart Girls               | 3            | 0       |
| Born to Dance                   | 2            | 0       |
| The Garden of Allah             | 2            | 0       |
| The Gorgeous Hussy              | 2            | 0       |
| Lloyd's of London               | 2            | 0       |
| A Tale of Two Cities            | 2            | 0       |
| Theodora Goes Wild              | 2            | 0       |
| Winterset                       | 2            | 0       |